# Barbenuta
Barbenuta ist ein spanischer Ort in der Provinz Huesca der Autonomen Gemeinschaft Aragonien. Barbenuta gehört zur Gemeinde Biescas. Das Dorf in den Pyrenäen liegt auf 860 Meter Höhe, es hatte im Jahr 2015 sieben Einwohner.
Barbenuta liegt etwa zwei Kilometer südlich von Biescas.

## Sehenswürdigkeiten
- Pfarrkirche San Miguel mit romanischer Apsis